# 卢承福
卢承福（612年—666年12月4日），字子祐，幽州范阳人，唐朝官员，唐高宗宰相卢承庆之弟。

## 背景
卢承福出自范阳卢氏北祖大房，十二代祖是东汉北中郎将卢植。八世祖卢谌是十六国时后赵中书令。五代祖卢玄为北魏散骑常侍。他的祖父盧思道是北齐、隋朝要员。隋炀帝末年大将李渊在太原起兵反隋时，卢承福之父盧赤松任河東令，先前就认识李渊，李渊兵到后立刻投降，成为李渊的僚属。李渊建立唐朝后，封卢赤松为范阳郡公。之后卢氏一族迁居洛阳，成为洛阳人。

## 生平
卢承福起家为唐高祖李渊的挽郎，后任吴王李恪的骑曹参军，历任武陟县令、江陵鄴令、通事舍人、太子司议郎、考功郎中、岐州、怀州长史，最后任益州大都督府司马。乾封元年十一月三日（666年12月4日）卒于益州府衙，次年十月葬于东都洛阳县清风乡。

## 家庭
夫人彭城刘氏（625年——664年），刑部尚书彭城公刘德威和平寿县主的长女。

### 子孙
- 嗣子卢珣